# Carpenter-Zeepcentrale-Splendor
Carpenter-Zeepcentrale-Splendor war ein belgisches Radsportteam, das nur 1977 bestand.

## Geschichte
Das Team wurde 1977 unter der Leitung von Robert Lauwers gegründet. Als nennenswerte Platzierungen sind die vierten Plätze bei Le Samyn, GP Stad Zottegem, Nationale Sluitingsprijs, sowie ein sechster Platz beim Scheldeprijs und ein siebter Platz bei Paris-Tours zu nennen. Nach der Saison 1977 wurde das Team aufgelöst.

## Erfolge
1977
- Kampioenschap van Vlaanderen

## Bekannte ehemalige Fahrer
- Eric Leman (1977)